# 600 aC
L'any 600 aC es el primer any del Segle VI aC del calendari gregorià. En l'Imperi Romà havia estat conegut com l'any 154 Ab urbe condita. La denominació de 600 aC per aquest any ha estat utilitzada des de principis de l'edat mitjana, quan es va establir l'era del calendari de l'Anno Domini per denominar els anys.

## Esdeveniments

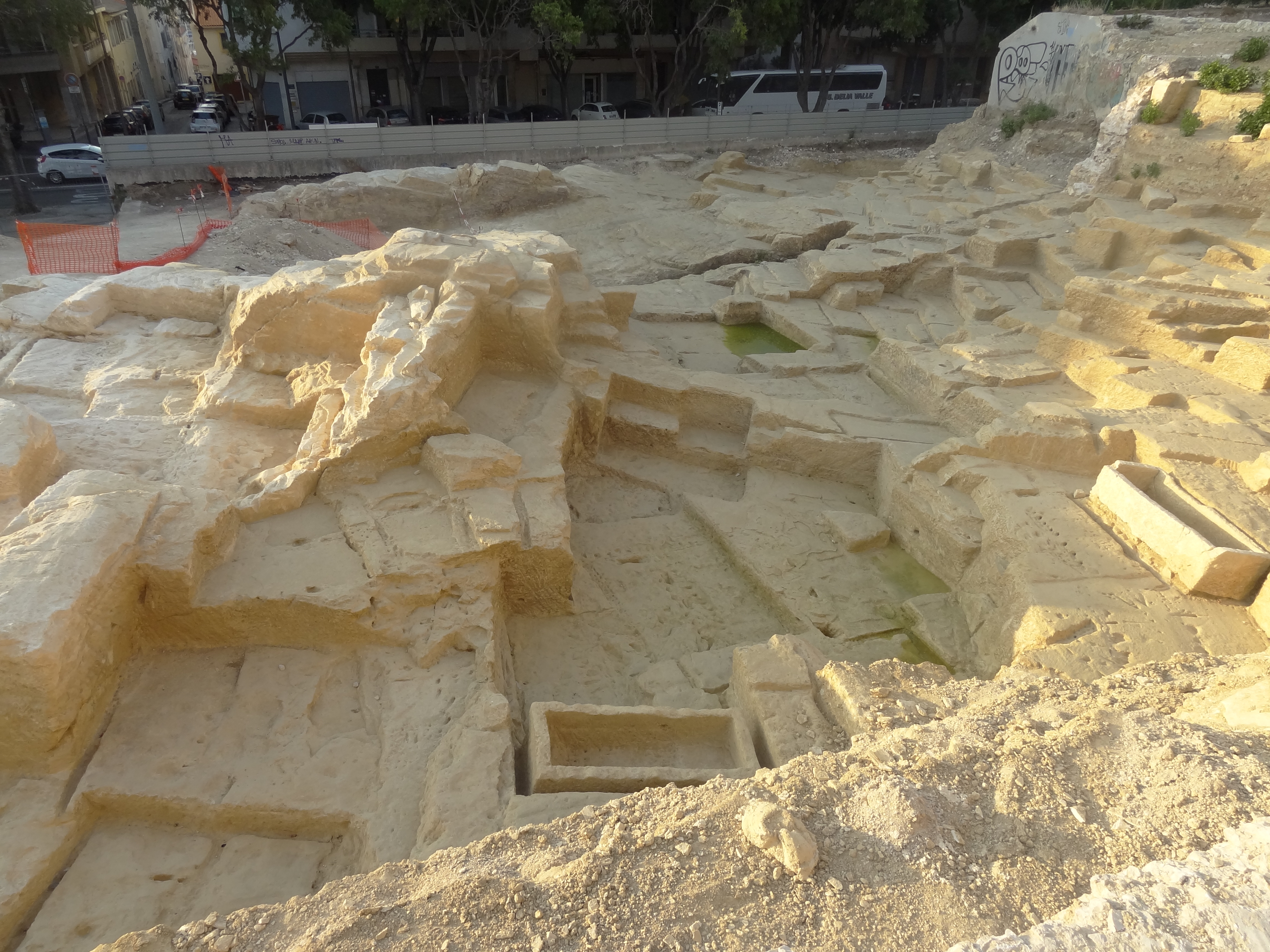
Restes de l'antiga Massàlia

### Europa
- Fundació de la colònia grega de Massàlia per part dels foceus d'Anatòlia (data aproximada).[1] A partir d'aquest moment, al litoral mediterrani de la Gàl·lia s'hi construiran espais marítims i fluvials lligats a l'activitat de Massàlia. Els celtes que viuen a aquesta regió adopten la forma de vida mediterrània (consum de vi, establiments proto-urbans i desenvolupament de la cultura dels cereals).[2]
- Entre el 600 aC i el 470 aC: Clístenes de Sició esdevé el tirà de Sició (antiga ciutat grega de Coríntia, al nord del Peloponès). Aquest organitza un concurs per a casar la seva filla Agaristé, que s'acaba casant amb Mègacles II, fill d'Alcmeònides.[3]
- Entre el 600 aC i el 590 aC: Primera guerra sagrada entre la Fòcida i Tebes pel control del Santuari de Delfos. Els focis són derrotats després de 10 anys de guerra i es destrueix la ciutat de Crissa, que controlava l'accés al santuari. Aquesta guerra era pel conflicte d'interessos entre el control del santurari per part dels pobladors locals o per una lliga Amficciònica (lliga de polis gregues), que mostra la creació d'unes primeres institucions panhelèniques.[4]
- 45a Olimpíada. Antícrates d'Epidaure és el guanyador de l'stadion.[5]
- Revolució democràtica a l'illa de Quios.[6]

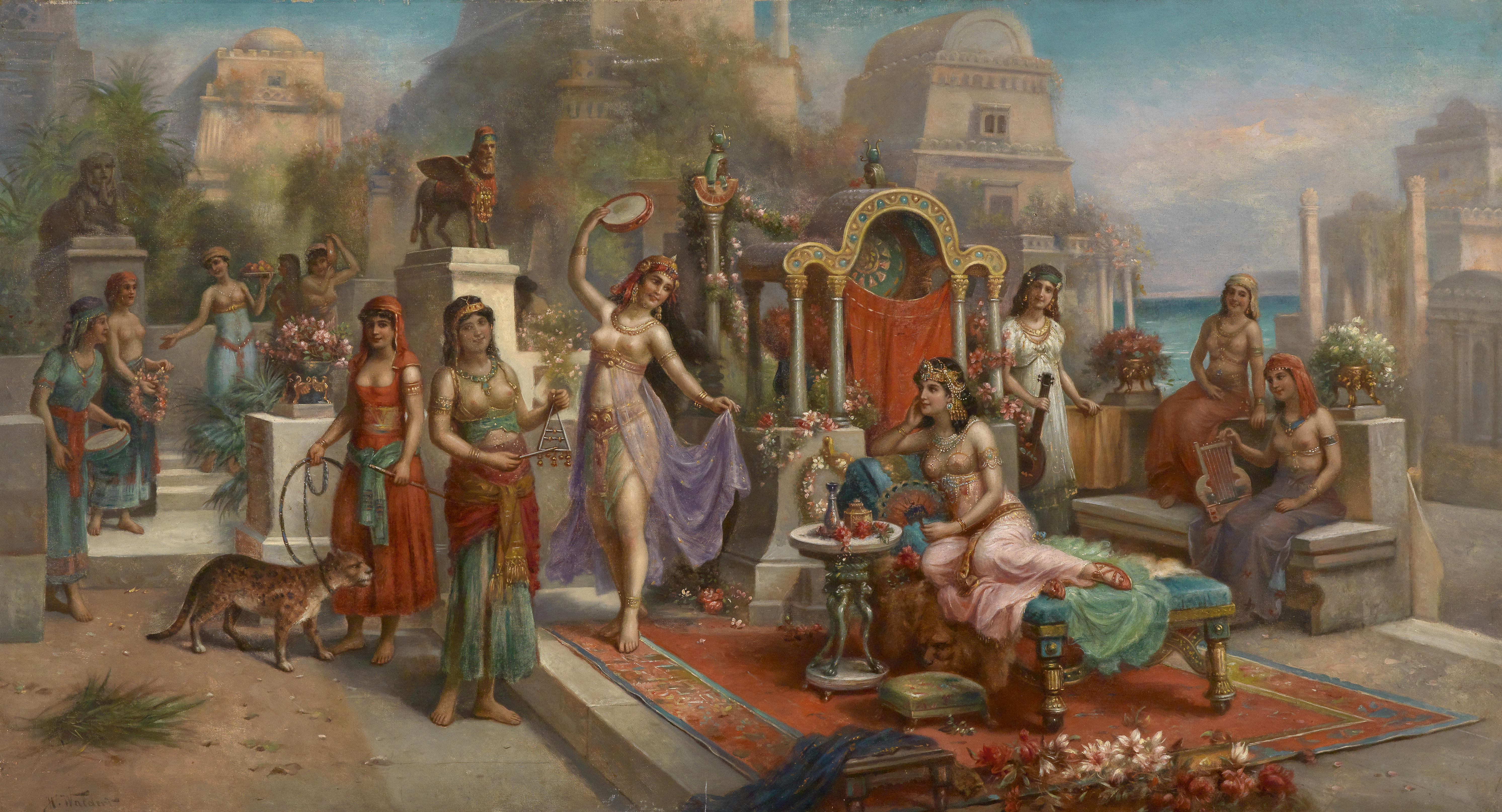
Jardins penjants de Babilònia pintatn per H.Waldeck

- Guerra d'Atenes contra Mègara.[6]

### Proper orient
- El regne de Cambises I d'Anxan està sota la sobirania dels medes. Cambises succeeix al seu pare Cir I d'Anxan i es casa amb Mandane, filla del rei dels medes, Astíages de Mèdia. (any 600 aC o 599 aC).[7][8]
- Es crea el país d'Armènia (data aproximada).[9]
- Nabucodonosor II construeix els Jardins penjants de Babilònia (data aproximada).

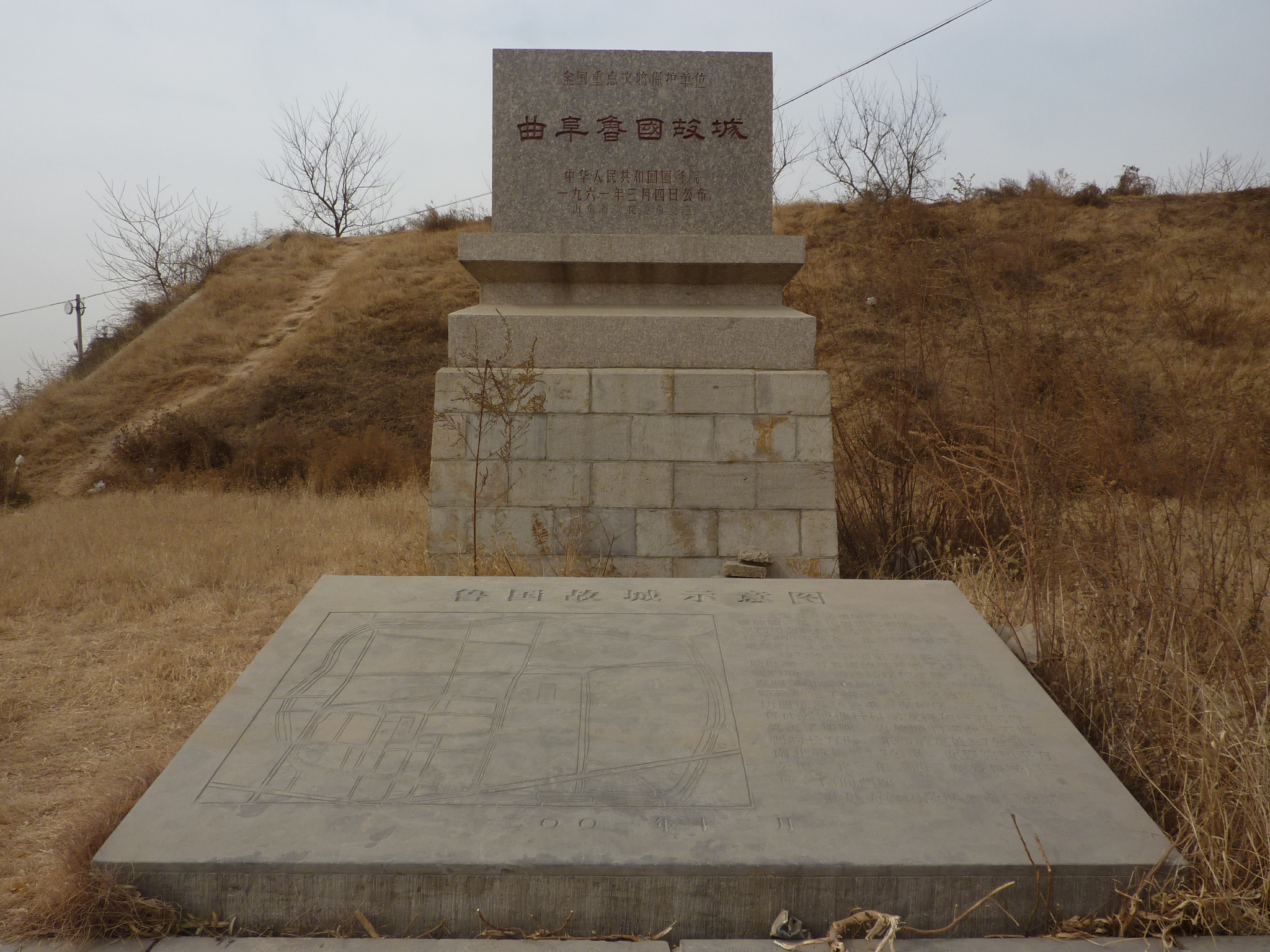
Restes de la muralla del regne Lu

### Antiga Xina
- Estiu: El príncep Qi lluita contra Lai.[10]
- Tardor: Els lusians conquereixen la ciutat de Gen-mou.[11]
- 9a lluna: El príncep Cheng-gong de l'Estat de Jin reuneix els Zhuhou a Hu.[12] Hi acudeixen els prínceps de song, Wei, zheng i cao, però el governant chen no participa per temor al governant de Chu.[13]
- El príncep de Jin ataca Chu. A la 9ª lluna, amb l'ajuda de Zhuhou ataca Chen i ajuda a Zheng. Els Jin derroten els Chu.[14]
- 9a lluna, dia de xin-yu: A l'estat Jin el príncep Jui succeeix al seu difunt pare, Cheng-gong. Governarà fins a l'any 581 aC.[15]

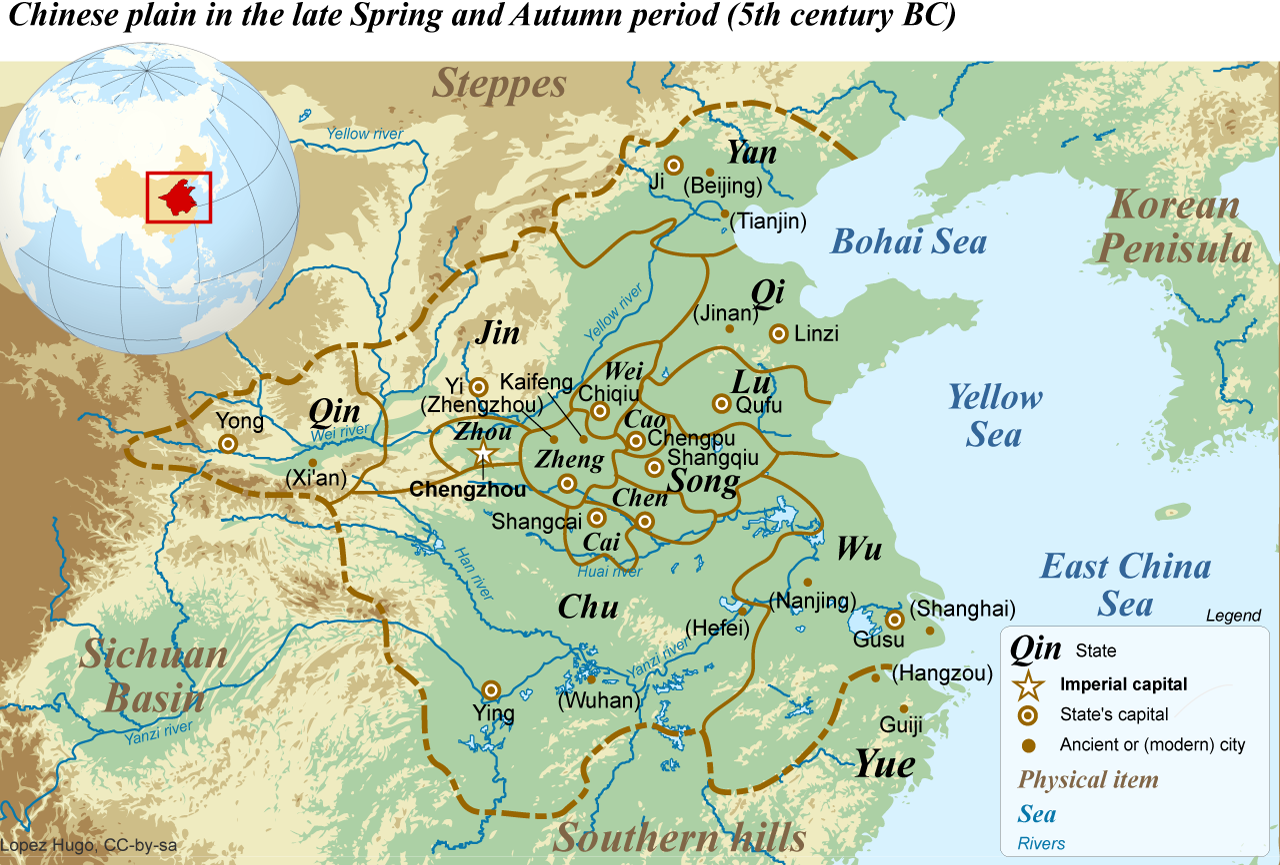
Mapa de Xina del segle V aC amb els estats autònoms

- Mapa de Xina del segle V aC amb els estats autònoms10ª lluna, dia de gui-yu: El príncep Su (Mu-gong) succeeix al seu pare, Cheng-gong com a governant de Wei. Aquest governarà fins a l'any 589 aC.[16][17]
- 10a lluna: el rei Chu ataca Zheng i aquest demana ajuda a l'Estat de Jin, que l'acaba ajudant.[18]

## Mitologia i creences
- Segons els mormons, Leí, que vivia a Jerusalem durant el regnat de Sedecies lidera un grup de la tribu de Josep que atravessa el mar i arriba a Amèrica del Sud.[19] Aquest poble prospera, tot i que posteriorment s'escindeix en nacions enemigues: els nefites i els lamanites. Segons ells, aquest representa el segon poblament d'Amèrica, després del primer, que fou fet pels descendents de Jarede i que s'havia extingit entorn l'any 600 aC. Segons els mormons, entre els anys 300 i 400 els nefites foren extigits pels lamanites, que es van convertir en els amerindis.[20]

## Naixements
- El rei Gong de l'estat de Chu, que governarà entre el 590 aC i el 560 aC. És fill del rei Zhuang de Chu.[21]

## Necrològiques
- El rei Batos I de Cirene. Després de la seva mort és adorat com una figura heroica pels seus súbdits.[22][23]
- El duc Cheng de Jin, governant de l'Estat de Jin des del 606 aC.[24][15]
- Cheng de Wei, governant de l'estat Wei.[16]

## Mapes històrics

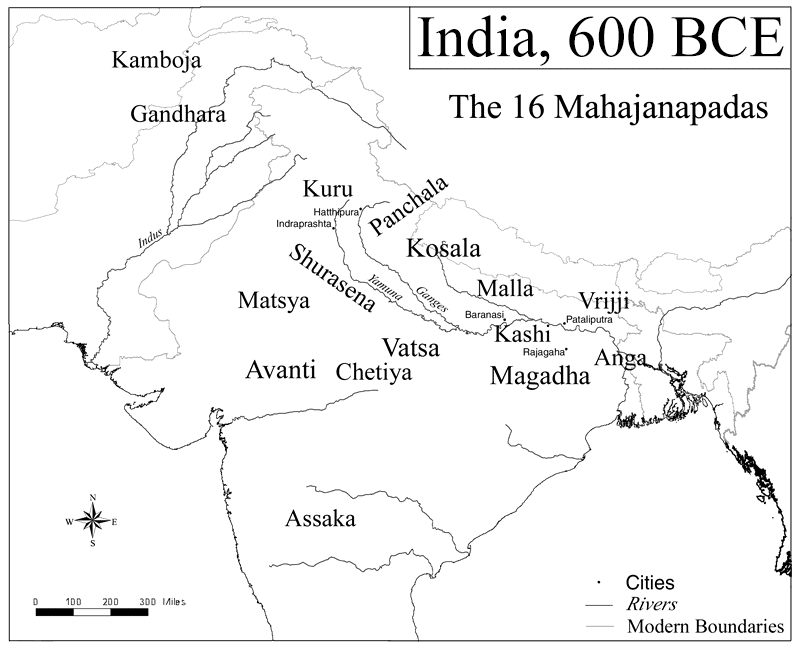
Mapa dels 16 Mahajanapades de l'Índia al 600 aC